# Anormalous
Anormalous is een geslacht van rechtvleugeligen uit de familie sabelsprinkhanen (Tettigoniidae). De wetenschappelijke naam van dit geslacht werd voor het eerst geldig gepubliceerd in 2011 door Liu.

## Soorten
Het geslacht Anormalous omvat de volgende soorten:
- Anormalous liu Shah & Usmani, 2021
- Anormalous zhangi Liu, 2011